# Sikiana
El sikiana, o kashuyana (també anomenada Chikena, Chiquena, Chiquiana, Shikiana, Sikiâna, Sikïiyana, Xikiyana, Xikujana) és una llengua carib que parlaven 33 persones al Brasil i 15 persones a Surinam. Es va parlar a Veneçuela al mateix temps i probablement ara s'hagi extingit. El dialecte warikyana es va extingir cap al 2000, i la llengua sovint es diu amb el nom del dialecte supervivent, Sikiana.